# Friedrich Tietjen
| Odkryte planetoidy: 1 | Odkryte planetoidy: 1 |
| --------------------- | --------------------- |
| (86) Semele           | 4 stycznia 1866       |

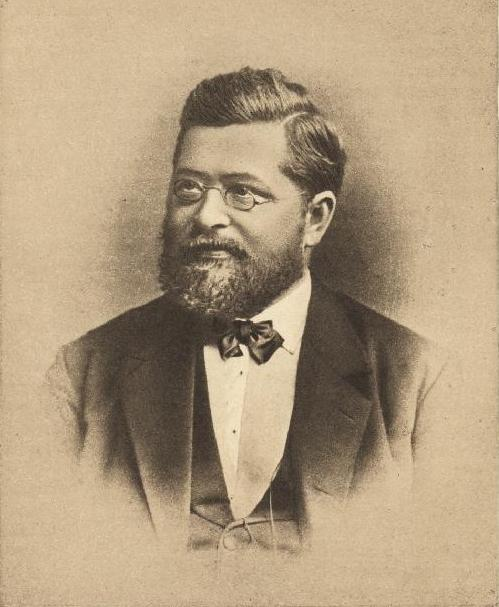

Friedrich Tietjen (ur. 15 października 1832 w Garnholt (obecnie Westerstede), zm. 21 czerwca 1895 w Berlinie) – niemiecki astronom.
Pracował jako profesor astronomii na Uniwersytecie Berlińskim. Od roku 1874 do śmierci kierował Astronomischen Rechen-Institut (ARI) w Heidelbergu (obecnie Centrum Astronomii Uniwersytetu w Heidelbergu).
W 1866 odkrył planetoidę (86) Semele.
W uznaniu jego pracy jedną z planetoid nazwano (2158) Tietjen.